# Wit-Russische presidentsverkiezingen 2006
De Wit-Russische presidentsverkiezingen van 2006 vonden plaats op 19 maart 2006. De verkiezingen waren een overwinning voor de zittende president Aleksandr Loekasjenko, met 82,6 procent van de stemmen

## Voorspel
In de aanloop naar de verkiezingen waarschuwden het Europees Parlement en het Congres van de Verenigde Staten van Amerika Wit-Rusland dat als de mensenrechten gedurende de verkiezingen zouden worden geschonden er mogelijk sancties zouden volgen. De VS had al eerder sancties ingesteld na het referendum van 2004 (zie hierboven). Een waarnemersmissie van het Gemenebest van Onafhankelijke Staten in Wit-Rusland keurde de dreigementen van de EU en de VS af. Volgens de waarnemersmissie van het GOS waren de verklaringen van de EU en VS vooringenomen.
De OVSE zond een waarnemersmissie naar Wit-Rusland om toe te zien op het democratisch gehalte van de verkiezingen. De Georgische leden van de missie werden aan grens van Wit-Rusland gearresteerd en gevangengezet. In Georgië vond enkele jaren geleden de Rozenrevolutie plaats, waarbij president Edoeard Sjevardnadze werd afgezet. Loekasjenka is bang dat een soortgelijke revolutie ook in Wit-Rusland zal plaatsvinden en dat zal dan ook de voornaamste reden zijn voor de arrestatie en gevangenneming van de Georgiërs. Loekasjenka is bang dat de aanwezigheid van de Georgiërs de oppositie zal inspireren. Meerdere malen heeft Loekasjenka verklaard dat "toestanden als Oranje, Rozen en Tulpenrevoluties niet zullen worden getolereerd in Wit-Rusland."
Tijdens een grote massabijeenkomst (Algehele Wit-Russische Volksassemblée) in Minsk waar burgers, politici en industriëlen zogenaamd vrij over politiek kunnen discussiëren, maar in werkelijkheid uitsluitend aanhangers van Loekasjenka aanwezig mogen zijn, werd Aljaksandr Kazoelin, presidentskandidaat namens de Sociaaldemocratische Partij, die de massabijeenkomst trachtte bij te wonen, gearresteerd en hardhandig door de politie in de cel geworpen.

## Kandidaten
De kandidaten waren:

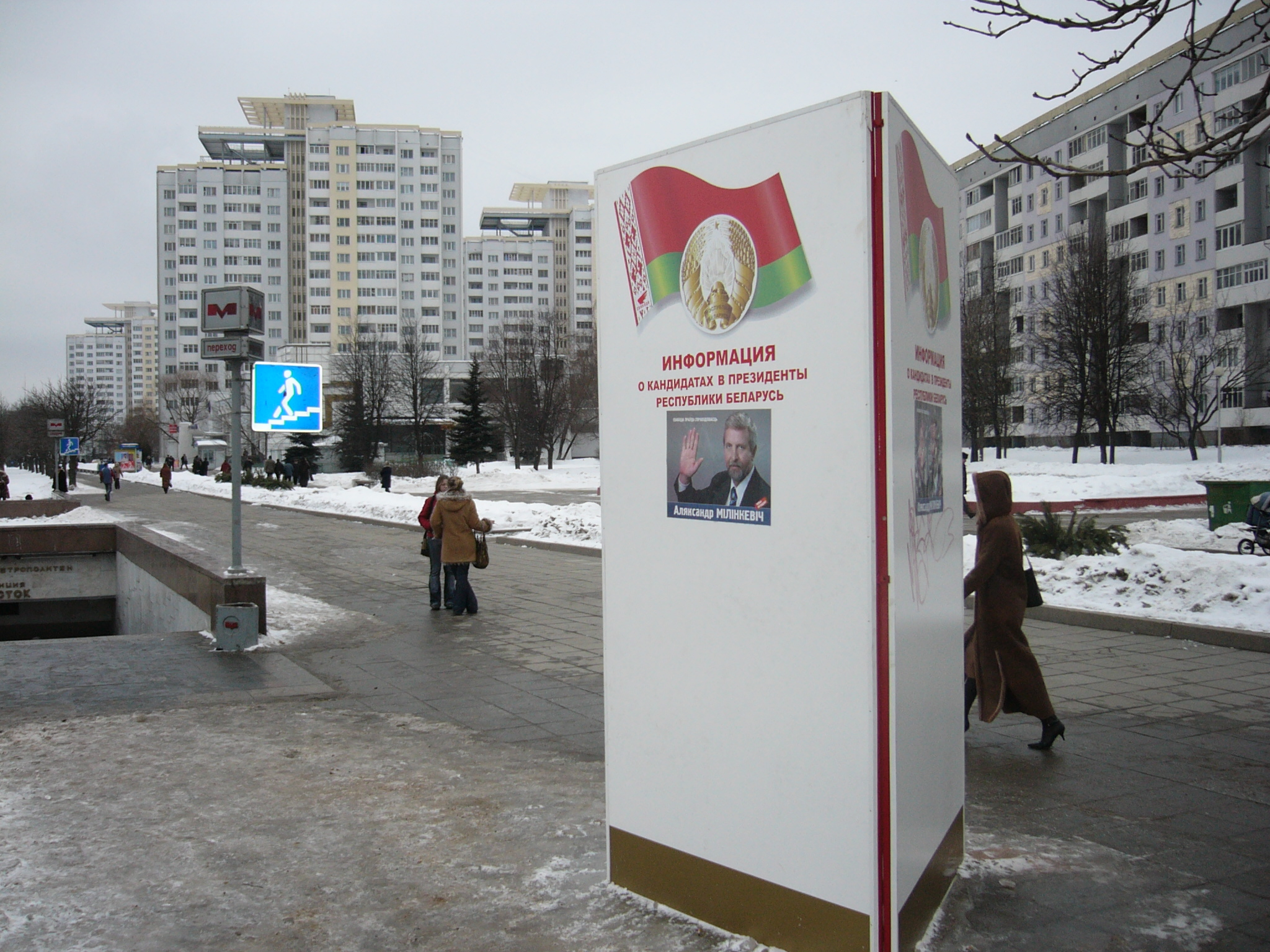
Verkiezingspamflet van Aljaksandr Milinkevitsj

- Aleksandr Loekasjenko (partijloos)
- Aljaksandr Milinkevitsj (Verenigde Democratische Krachten van Wit-Rusland)
- Sjarhej Hajdoekevitsj (Liberaal-Democratische Partij van Wit-Rusland)
- Aljaksandr Kazoelin (Wit-Russische Sociaaldemocratische Partij)

De volgende kandidaten hadden zich reeds teruggetrokken: Zjanon Paznjak, Valery Fralov, Aljaksandr Vajtovitsj en Sjarhej Skrabets.

## Uitslag
Reeds twee uur na het sluiten van de stembussen was er al een "exit poll." Kort daarna verscheen de officiële uitslag:
| Naam                    | procenten | opkomst |
| ----------------------- | --------- | ------- |
| Aleksandr Loekasjenko   | 82,6      |         |
| Aljaksandr Milinkevitsj | 6,0       |         |
| Sjarhej Hajdoekevitsj   | 3,5       |         |
| Aljaksandr Kazoelin     | 2,3       |         |
|                         |           | 92,6%   |

Volgens de officiële verkiezingsuitslagen heeft de huidige president net zo veel stemmen gekregen (82,6%) als hij heeft gepland. Dit percentage moest groter zijn dan het percentage van "ja"-stemmers tijdens het referendum in 2004 (79%) om de groeiende liefde van de bevolking te bevestigen. De vraag blijft wat de werkelijke uitslag is geweest. Op basis van onafhankelijke opiniepeilingen van voor de verkiezingen kunnen wij stellen dat Lokasjenka circa 55-60% van de stemmen heeft gekregen en de oppositie (Milinkevitsj en Kazoelin) 20-25%.
Zowel onafhankelijke Wit-Russische (recent gesloten onderzoeksbureau NICEPI/НИСЭПИ) als Russische onderzoekers (WCIOM/ВЦИОМ) hebben hetzelfde percentage van de Loekasjenka-aanhangers vastgesteld - 55-60%. 20-25% was voor de oppositie, 15-20% wist niet (of wilde niet zeggen) op wie zij zouden stemmen. Daarbij speelde "fear factor" een rol - sommige respondenten waren bang toe te geven dat zij tegen de president zouden stemmen. In geval van eerlijke verkiezingen zou de oppositie meer en Loekasjenka minder stemmen krijgen, want in 2006 kon de oppositie zeer beperkt campagne voeren - slechts enkele maanden en vooral via het internet. Beide oppositiekandidaten hebben 60 minuten elk op de televisie gekregen, terwijl de zittende president constant in beeld was. Daarnaast werden honderden oppositieactivisten vastgezet in aanloop naar de verkiezingsdag op 19 maart.
Om resultaten te beïnvloeden heeft de zittende administratie onder andere het instrument van "vroegtijdig stemmen" ingezet. Dit was ooit bedacht om mensen, die de verkiezingsdag liever op hun buitenverblijf wilden doorbrengen, toch de gelegenheid te geven om op een andere dag te stemmen. Een hoog percentage van "vroegtijdige stemmers" wijst op manipulaties. Deze vorm van stemmen biedt namelijk een perfecte mogelijkheid om extra stembiljetten in omloop te brengen. Daarnaast kunnen hiermee grote groepen kiezers onder druk worden gezet, bijvoorbeeld het leger, studenten, medewerkers van staatsbedrijven. Hun stemgedrag kan op deze wijze worden gecontroleerd. Het percentage van "vroegtijdige stemmers" blijft in Wit-Rusland groeien: 14% op de presidentsverkiezingen van 2001, 17% op het referendum van 2004, en 31% in maart 2006.

## Reacties

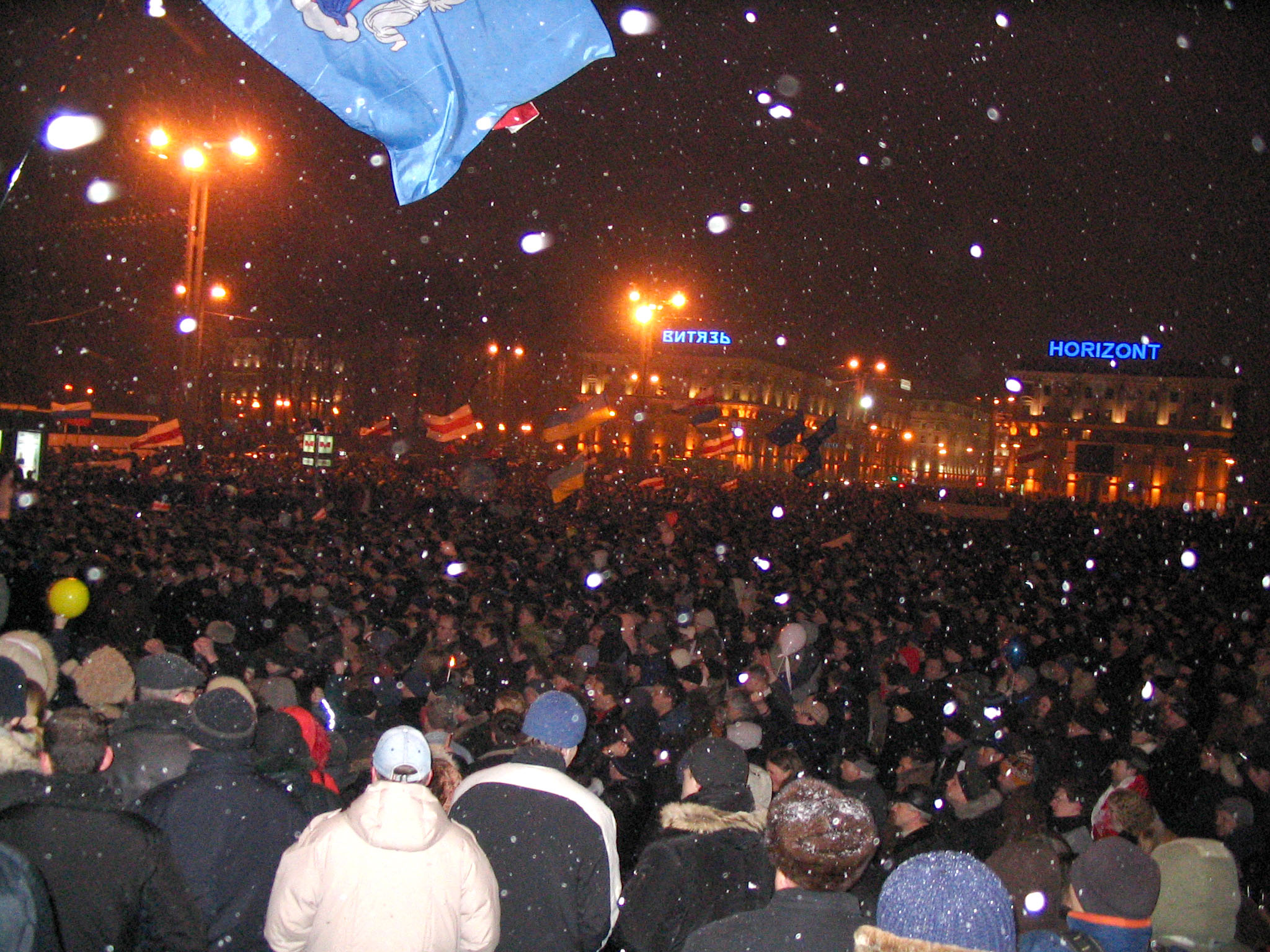
Oppositioneel protest op 19 maart 2006

In Wit-Rusland zelf reageerde de oppositie verbolgen over de uitslag. Oppositieleiders (Milinkevitsj en Kazoelin) riepen tegenstanders van Loekasjenka op om naar het centrale plein in Minsk te gaan om daar te demonstreren. Circa 20.000 tegenstanders van het regime gaven gehoor aan deze oproep en trokken in de avond van 19 maart naar het centrale plein. Dit was de grootste demonstratie sinds het aantreden van Loekasjenka. Daarna is er geprotesteerd totdat de oproerpolitie het plein 24 maart 's ochtends schoonveegde. Op 25 maart vond een nieuwe grote demonstratie plaats die door de politie uiteen werd gedreven met behulp van traangas en knuppels. Honderden demonstranten werden gearresteerd, onder de arrestanten was presidentskandidaat Aljaksandr Kazoelin.
De OVSE waarnemersmissie beoordeelde dat de presidentsverkiezingen ondemocratisch waren verlopen (20 maart). De GOS waarnemersmissie was het hier niet mee eens. President Poetin stuurde Loekasjenko zelfs een felicitatietelegram.